# Margot Becke-Goehring
Margot Becke-Goehring (nascuda el 10 de juny de 1914 a Olsztyn; morta el 14 de novembre de 2009 a Heidelberg) va ser professora de Química Inorgànica a la Universitat de Heidelberg i va ser la primera dona rectora d'una universitat d'Alemanya Occidental: la Universitat de Heidelberg. També va ser directora de l'Institut Gmelin de Química Inorgànica de la Societat Max Planck, que va editar el Gmelins Handbuch der anorganischen Chemie.
Va estudiar Química a Halle (Saale) i Munic, i va acabar el doctorat i habilitació a la Universitat de Halle. Per la seva investigació sobre la química dels elements del grup principal, va rebre el premi Alfred Stock Memorial. Una de les seves contribucions més notables a la química inorgànica va ser el seu treball sobre la síntesi i l'estructura del poli(nitrur de sofre), que més tard es va descobrir que era el primer superconductor no metàl·lic. Pel seu èxit en l'edició del Gmelins Handbuch der anorganischen Chemie, va rebre la moneda commemorativa de Gmelin-Beilstein.

## Biografia
Becke-Goehring va acabar el seu Abitur a Erfurt el 1933. Va estudiar Química a Halle (Saale) i Munic. Va completar el doctorat el 1938. El 1944, va acabar l'habilitació a l'institut de Karl Ziegler a la Universitat de Halle. Després de la Segona Guerra Mundial, Becke-Goehring va ser evacuada pel govern militar nord-americà a la zona d'ocupació nord-americana. El 1946 va començar com a professora de química inorgànica a la Universitat de Heidelberg. A causa de la destrucció després de la segona guerra mundial, va haver d'escriure les primeres notes de conferència basant-se en la memòria i experiments de prova al laboratori de química. El 1947 es va convertir en professora extraordinària, i va ser promoguda a professora titular el 1959. Entre els seus estudiants de doctorat hi havia Lieselotte Feikes i Rolf Appel.
De 1966 a 1969, va ser la primera dona rectora d'una universitat d'Alemanya Occidental. Va ajudar a iniciar un predecessor de la BAFöG, una llei que regula el suport estatal a l'educació dels estudiants a Alemanya. El moviment estudiantil alemany de 1968 es va produir durant la seva etapa com a rectora. Com a rectora, va prohibir de parlar a la universitat a Horst Mahler, implicat en el moviment estudiantil alemany. El moviment i els disturbis resultants van frenar en gran manera les reformes universitàries que ella havia iniciat per fer front als problemes financers i defectes dels edificis en els primers anys d'augment de la matrícula d'estudiants. Un comitè universitari va desenvolupar una nova constitució bàsica de la universitat que no estava d'acord amb les opinions de Becke-Goehring sobre l'ensenyament i la recerca lliures i no polititzables. Arran d'aquest canvi, va dimitir com a rectora, va dimitir com a funcionària i va deixar la universitat el 1969. El mateix any es va convertir en la directora de l'Institut Gmelin de Química Inorgànica de la Societat Max Planck de Frankfurt, on va ser responsable del Gmelin Handbuch. Va romandre com a directora fins que es va jubilar, el 1979. També va ser presidenta del consell científic de la Societat Max Planck, membre del consell d'administració de la Societat de Químics Alemanys i membre del consell de supervisió de la Bayer AG. Estava casada amb el químic industrial Friedrich Becke.

## Recerca
Inicialment va publicar sota el nom de Goehring i després Becke-Goehring, i va investigar la química dels elements del grup principal. El seu treball inicial es va centrar en els àcids d'oxigen sulfúric i els halogenurs de sofre. Més tard, es va interessar especialment pels compostos sofre-nitrogen i fòsfor-nitrogen. El seu treball sobre el tetranitrur de tetrasulfur (S4 N4) va donar pas a dècades d'investigació sobre aquest heterocicle inorgànic inusual i altament reactiu. També va poder determinar l'estructura i la química del poli(nitrur de sofre), que més tard va resultar ser el primer superconductor no metàl·lic. A més, va treballar en sistemes d'anells de vuit membres (per exemple, heptasulfur imida S7 NH i N4 S4 F4), en anells de sis membres (per exemple, N3 S3 X3 (X=F,Cl) i N3 [S(O)Cl]), i en sistemes d'anells que inclouen àtoms de sofre, nitrogen i oxigen, així com àtoms de sofre, nitrogen i carboni. També es van dur a terme investigacions àmplies sobre les reaccions de PCl5 a clorurs de nitrur de fòsfor (per exemple, P3 NCl12), amb les quals es podien aïllar i caracteritzar diverses etapes intermèdies. A més, va investigar els sulfurs de fòsfor i altres compostos de sofre de fòsfor a la dècada de 1970.

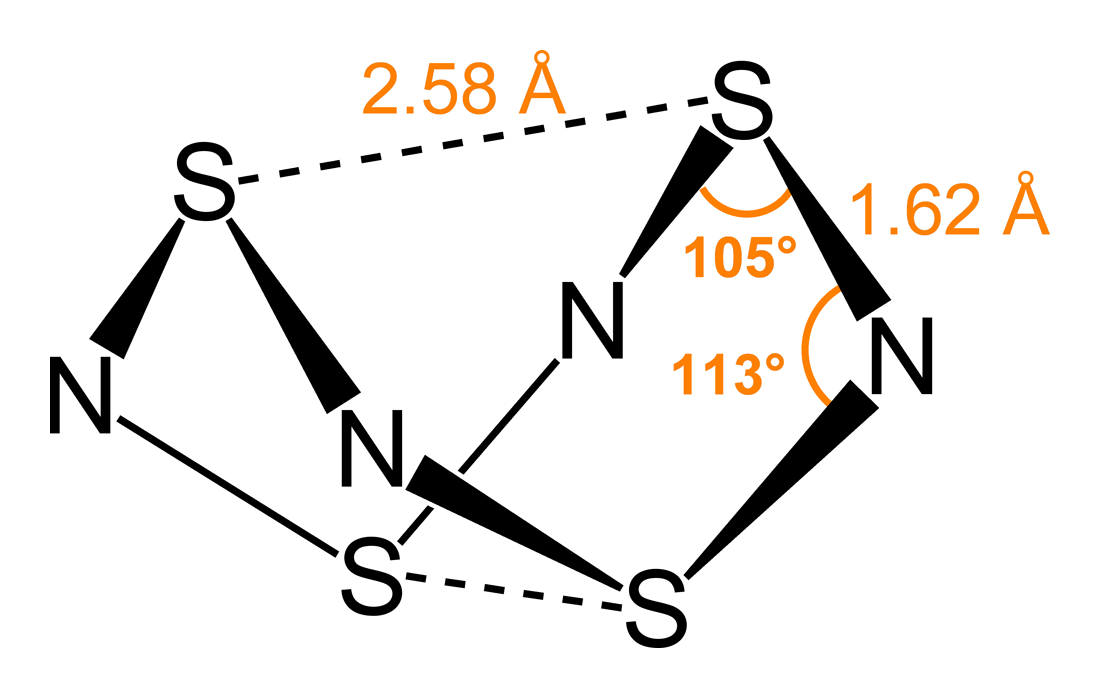
Tetranitrur de tetrasulfur, un compost molecular binari popularitzat per Becke-Goehring.

## Reconeixement
Per la seva investigació en química inorgànica, va rebre el Premi Alfred Stock Memorial el 1961. A causa dels seus èxits, també va ser membre de tres acadèmies de ciències: l'Acadèmia de Ciències Leopoldina, l'Acadèmia de Ciències i Humanitats de Heidelberg, i l'Acadèmia de Ciències i Humanitats de Göttingen. També va rebre un doctorat honoris causa per la Universitat de Stuttgart. Pel seu treball en el Gmelins Handbuch der anorganischen Chemie, va ser guardonada amb la moneda commemorativa de Gmelin-Beilsteil el 1980. El 2017, la Universitat de Heidelberg va iniciar un cicle de conferències en el seu record.

## Publicacions
A més de la seva tesi i habilitació, Becke-Goehring va publicar diversos llibres de text sobre química i llibres sobre història de la química.
- Die Kinetik der Dithionsäurespaltung (Tesina, 1938)[10][21]
- Über die Sulfoxylsäure (Habilitació, 1944)[10]
- Komplexchemie Vorlesungen über Anorganische Chemie (1970)
- Anorganische Chemie zwischen gestern und morgen (1980)
- Becke-Goehring, Margot (1983), Rückblicke auf vergangene Tage (Autobiografia), Impressió privada limitada, Heidelberg.[22]
- Freunde in der Zeit des Aufbruchs der Chemie / Sitzungsberichte der Heidelberger Akademie der Wissenschaften (1990)
- amb Ekkehart Fluck, Einführung in die Theorie der quantitativen Analyse (1990)
- amb Mussgnug, Dorothee, Erinnerungen - fast vom Winde verweht: Universität Heidelberg zwischen 1933 und 1968: zwei Vorträge, gehalten im Rahmen der Margot-und-Friedrich-Becke-Stiftung am 25. September 2004 in Heidelberg (2005)